# فرانسواز دور
فرانسواز دور (بالفرنسية: Françoise Dürr)‏ مواليد 25 ديسمبر 1942 في الجزائر، هي لاعبة كرة مضرب فرنسية سابقة بدأت مسيرتها كمحترفة سنة 1968 وكانت تلعب باليد اليمنى، اعتزلت اللعب في 1984. كما أنها إحدى بطلات الجراند سلام. أعلى تصنيف لها في الفردي كان المركز الـ 3 في سنة 1967.

## بطولات حققتها
- دورة رولان غاروس الدولية
- بطولة ويمبلدون
- بطولة أمريكا المفتوحة للتنس

## النهائيات

### الفردي: 1 (1–0)
| الحصيلة | السنة | البطولة          | الأرضية | المنافس في النهائي | النتيجة في النهائي |
| الفوز   | 1967  | البطولة الفرنسية | ترابية  | ليزلي تيرنر باوري  | 4–6, 6–3, 6–4      |

## روابط خارجية
- فرانسواز دور على موقع رابطة محترفات التنس (الإنجليزية)
- فرانسواز دور على موقع الاتحاد الدولي لكرة المضرب (الإنجليزية)
- فرانسواز دور على موقع كأس بيلي جين كينغ (الإنجليزية)
- فرانسواز دور على موقع قاعة مشاهير كرة المضرب الدولية (الإنجليزية)
- فرانسواز دور على موقع خلاصة التنس.كوم (الإنجليزية)